# Dro
Pour les articles homonymes, voir Dro.
Dro est une commune italienne d'environ 5 040 habitants (2021) située dans la province autonome de Trente dans la région du Trentin-Haut-Adige dans le nord-est de l'Italie.

## Sports
La frazione de Pietramurata abrite une piste de motocross d’importance nationale, où le Grand Prix du Trentin a été organisé pour la première fois lors du Championnat du monde de motocross 2013.
Il convient également de mentionner les nombreuses possibilités d’escalade sur les parois rocheuses à proximité du village. 

## Administration
| Période                                  | Période | Identité | Étiquette | Qualité |
| ---------------------------------------- | ------- | -------- | --------- | ------- |
|                                          |         |          |           |         |
| Les données manquantes sont à compléter. |         |          |           |         |

### Hameaux

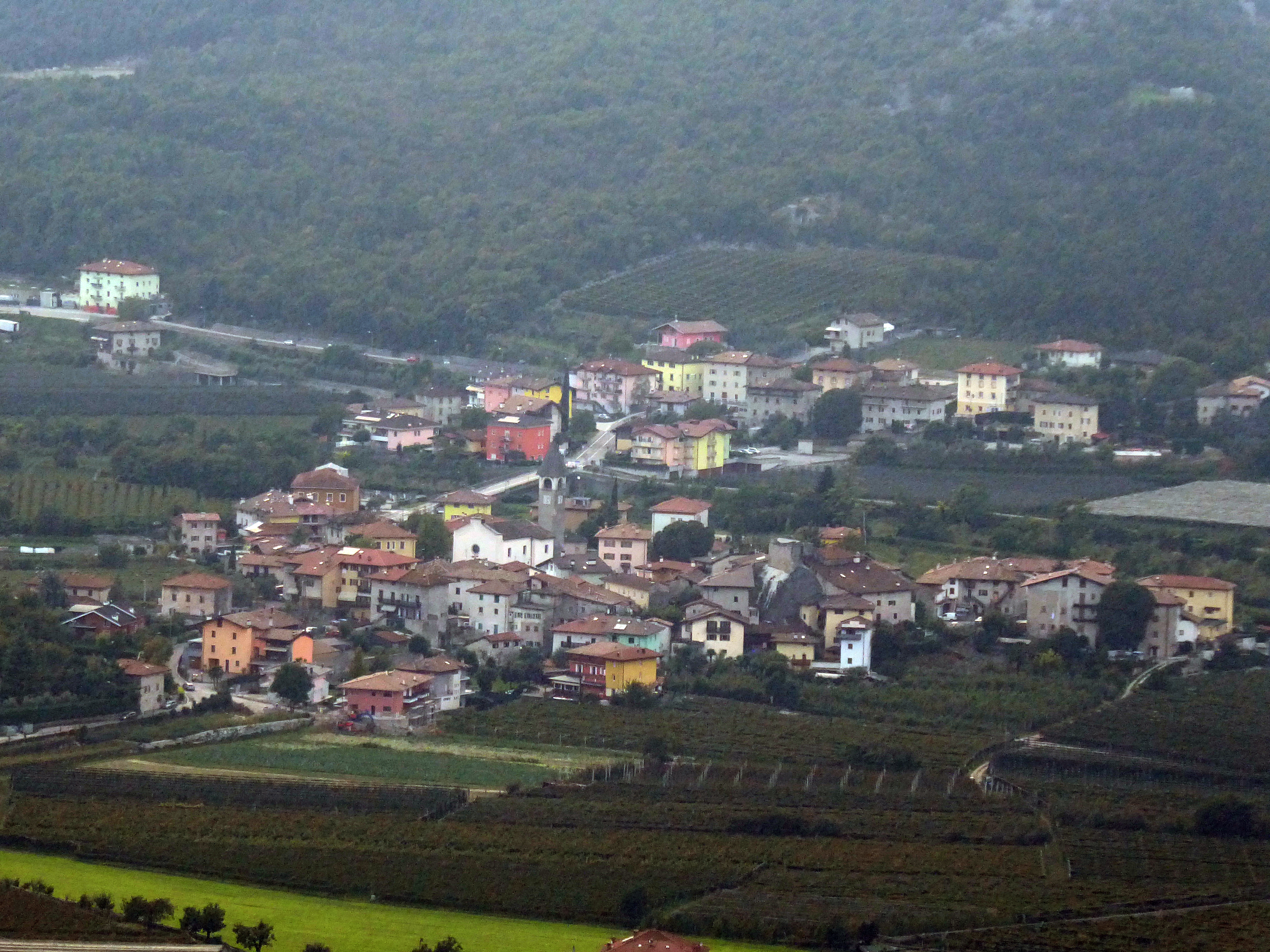
Frazione de Pietramurata

- Ceniga;
- Pietramurata (gl).

### Communes limitrophes
Les communes limitrophes sont  Arco, Cavedine, Comano Terme, Drena et Madruzzo.